# Simulium oblongum
Simulium oblongum es una especie de insecto del género Simulium, familia Simuliidae, orden Diptera.
Fue descrita científicamente por Takaoka & Choochote, 2005.